# هربرت فلام
 هربرت فلام (انگلیسی: Herbert Flam؛ ۷ نوامبر ۱۹۲۸ – ۲۵ نوامبر ۱۹۸۰) یک تنیس‌باز اهل ایالات متحده آمریکا بود.